# Square Sédillot
Square Sédillot är en återvändsgata i Quartier du Gros-Caillou i Paris sjunde arrondissement. Gatan är uppkallad efter den franske kirurgen Charles-Emmanuel Sédillot (1804–1883). Square Sédillot börjar vid Rue Saint-Dominique 133.

## Omgivningar
- Saint-Louis-des-Invalides
- Saint-Pierre-du-Gros-Caillou
- Passage de la Vierge
- Place Salvador-Allende
- Passage de l'Union

## Bilder
| - Gatuskylt. - Saint-Louis-des-Invalides. - Saint-Pierre-du-Gros-Caillou. - Passage de la Vierge. |

## Kommunikationer
- Tunnelbana – linje  – École Militaire
- Busshållplats Bosquet – Saint-Dominique – Paris bussnät

### Webbkällor
- ”Square Sédillot”. Mairie de Paris. https://web.archive.org/web/20160303214132/http://www.v2asp.paris.fr/commun/v2asp/v2/nomenclature_voies/Voieactu/8536.nom.htm. Läst 1 november 2023.
- ”Square Sédillot (7ème arrondissement)”. Les rues de Paris. https://web.archive.org/web/20160409064853/http://www.parisrues.com/rues07/paris-07-square-sedillot.html. Läst 1 november 2023.